# Mecidiye (Schiff)
Der Geschützte Kreuzer Mecidiye (manchmal auch Medjidiye) diente der  osmanischen Marine in den Balkankriegen und im Ersten Weltkrieg. Die Mecidiye war nach dem Sultan Abdülmecid I. benannt worden. 1915 sank sie nach einem Minentreffer vor Odessa.
Sie wurde gehoben und von der Kaiserlich Russischen Marine als Pruth eingesetzt, ehe sie 1918 wieder in den osmanischen Dienst kam und ihren alten Namen zurückerhielt. Sie diente der  türkischen Marine als Schulschiff bis 1947 und wurde 1952 abgebrochen.

## Einsatzgeschichte
Die 1901 bestellte, nach dem Sultan Abdülmecid I. benannte Mecidiye lief am 25. Juli 1903 in Philadelphia vom Stapel und kam am 6. Juni 1904 in den Dienst der osmanischen Marine.

### Balkankriege
Im Oktober 1912 beschoss die Mecidiye bulgarische Befestigungen nahe Warna und andere militärische Ziele. Im Dezember wurde sie nach dem Auslaufen aus den Dardanellen zu einem Aufklärungseinsatz von dem griechischen U-Boot Delfin angegriffen. Der aus einer Entfernung von 800 Metern abgeschossene Torpedo verfehlte den Kreuzer. Es war der erste Angriff eines U-Boots mit einem Torpedo weltweit.
Mecidiye nahm an den beiden größeren Seegefechten des Krieges gegen die griechische Marine teil. Im Gefecht von Elli am 16. Dezember 1912 wurde sie leicht beschädigt. Der von den Linienschiffen Barbaros Hayreddin, Turgut Reis und Mesudiye sowie der Mecidiye und drei Zerstörern unternommene Versuch unter Ramiz Bey scheiterte allein am Panzerkreuzer Georgios Averoff unter Konteradmiral Pavlos Koundouriotis und den Zerstörern Aetos, Ierax und Pantir, der sich von seinen drei alten Linienschiffen Spetsai, Hydra und Psara trennte. Er konzentrierte sein Feuer auf das Flaggschiff Barbaros Hayreddin, das sieben Tote und vierzehn Verwundete zu beklagen hatte. Dazu kamen noch acht Tote und 20 Verwundete auf der Turgut Reis sowie drei Tote und sieben Verwundete auf der Mesudiye.

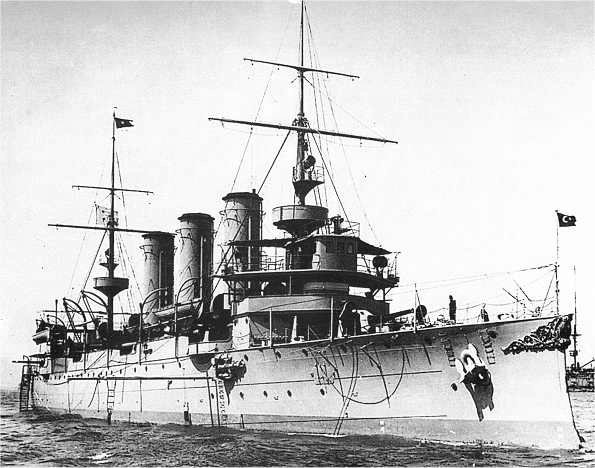
Die zeitgleich in England gekaufte Hamidiye

Auch am zweiten Versuch der osmanischen Marine am 18. Januar 1913, aus den Dardanellen auszubrechen, nahm die Mecidiye teil, der im Gefecht von Lemnos scheiterte. Der erneut unter Ramiz Bey von den Barbaros Hayreddin, Turgut Reis, Mesudiye, dem Kreuzer und fünf Zerstörern unternommene Versuch scheiterte etwa vier Stunden nach dem Ausbruch aus den Dardanellen im Feuer des griechischen Geschwaders unter Konteradmiral Koundouriotis mit der Georgios Averoff, den alten Linienschiffen Spetsai, Hydra und Psara sowie sieben Zerstörern, da der griechische Admiral nicht, wie von den Türken erwartet und seiner eigenen Regierung befohlen, die Georgios Averoff zur Verfolgung der fünf Tage zuvor allein ausgebrochenen Hamidiye entsandt hatte. Als sie etwa drei Stunden nach dem Passieren des Dardanellenausgangs auf Gefechtsdistanz an die Türken herangekommen waren, drehten die Mecidiye und die Zerstörer sofort ab und die Mesudiye bald nach Treffern von Hydra und Psara. Nach 20-minütigem Gefecht traf eine Salve der Georgios Averoff die Barbaros Hayreddin und zerstörte deren mittleren Turm, worauf sie beidrehte. Nach wenigen Minuten folgte ihr die Turgut Reis. Die Georgios Averoff folgte ihnen noch über zwei Stunden und konnte sich durch ihre höhere Geschwindigkeit in günstige Positionen für weitere Treffer bringen. Die Barbaros Hayreddin erlitt über 20 Treffer, hatte große Teile ihrer Artillerie zerstört und 32 Tote und 45 Verwundete zu beklagen. Die Turgut Reis hatte ein Leck und weitere Schäden durch siebzehn Treffer, die neun Tote und 49 Verwundete verursachten. Auch die Mesudiye hatte etliche Treffer erhalten und beklagte 68 Ausfälle.
Am 18. Februar 1913 war die Mecidiye ein Teil der Sicherungskräfte bei der türkischen Landung bei Şarköy, am Nordufer des Marmarameeres, wohin die bulgarische Armee im Dezember hatte vorstoßen können. Im Oktober/November 1914 stand das Schiff unter dem Kommando von Joachim von Arnim.

### Erster Weltkrieg

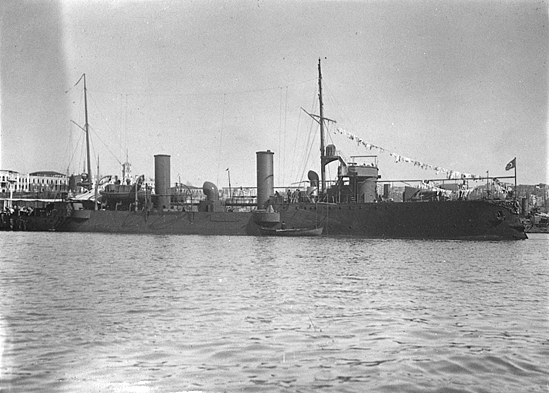
Peyk-i Sevket

Ab Ende November 1914 gehörte die Mecidiye mit den Kreuzern Midilli und Hamidiye zu den Sicherungskräften, die den Transport von Munition und anderen Versorgungsgütern nach Trabzon sicherten. Im Dezember 1914 transportierte sie Hafiz Hakki Bey nach dort mit Weisungen an den Stabschef der 3. Osmanischen Armee. Am 6. Dezember sicherte sie zusammen mit dem Schlachtkreuzer Yavuz Sultan Selim und den in Deutschland gebauten Torpedokanonenbooten Berk-i Satvet und Peyk-i Şevket einen großen Konvoy mit Truppen und Versorgungsgütern nach Trabzon, das wegen eines russischen Minenfelds nicht mehr angelaufen werden konnte. Von November 1914 bis Januar 1915 war Kapitänleutnant Karl August Grabau Kommandant des Schiffes.
Am 3. April 1915 wurden die leichten Kreuzer Hamidiye und Mecidiye im Rahmen der Mittelmeerdivision unter dem Kommando des deutschen Departementchef im türkischen Marineministerium, Korvettenkapitän Ernst Büchsel, gegen Odessa mit den vier Zerstörern Muavenet-i Milliye, Yadigar-i Millet, Taşoz und Samsun eingesetzt. Die Mecidiye lief auf eine Mine und sank, wobei 26 Männer den Tod fanden. Die Hamidiye rettete die Besatzung der Mecidiye, während der begleitende Zerstörer Yadigar mit einem Torpedo versuchte, die Mecidiye völlig zu zerstören.
Die Russen hatte schon im April mit der Sicherung des Wracks begonnen. Ende Juni wurde die in geringer Tiefe auf Grund liegende Mecidiye von den Russen gehoben und auf der Ropit Werft in Odessa instand gesetzt und in Pruth umbenannt. Am 25. Februar 1916 wurde sie mit zehn neuen 13,0-cm-Kanonen der nicht fertiggestellten Imperator Alexander III.  (später Wolja) für die Schwarzmeerflotte in Dienst gestellt und zuerst im Bereich Trabzon eingesetzt. Im Dezember 1917 wurde die Pruth Teil der Roten Flotte.
Im Mai 1918 besetzten die Deutschen Sewastopol. Die Hamidiye besuchte anschließend mit der Yavuz Sultan Selim, der ehemaligen Goeben, den Hafen und schleppte die Mecidiye zurück in die Türkei.

### Endschicksal des Schiffes
Ende 1918 wurde der Kreuzer aufgelegt und erst nach der Stabilisierung der modernen Türkei 1925 als Schulschiff der türkischen Marine in Gölcük wieder hergerichtet. Als zuletzt stationäres Schulschiff für Kadettenausbildung diente sie bis 1947. 1952 wurde der alte Kreuzer abgebrochen.